# Ballon d'Or 1956
De Ballon d'Or 1956 was de 1e editie van de voetbalprijs georganiseerd door het Franse tijdschrift France Football. De prijs werd gewonnen door de Engelsman Stanley Matthews (Blackpool).
De jury was samengesteld uit 16 journalisten die aangesloten waren bij de volgende verenigingen van de UEFA: West-Duitsland, Oostenrijk, België, Tsjecho-Slowakije, Schotland, Spanje, Frankrijk, Hongarije, Engeland, Italië, Nederland, Portugal, Zweden, Zwitserland, Turkije en Joegoslavië.
De resultaten van de stemming werden gepubliceerd in editie 561 van France Football op 18 december 1956. 

## Stemprocedure
Elk jurylid koos de beste vijf spelers van Europa. De speler op de eerste plaats kreeg vijf punten, de tweede keus vier punten en zo verder. Op die wijze werden 240 punten verdeeld. 80 punten was het maximale aantal punten dat een speler kon behalen (in geval van een zestien koppige jury).

## Uitslag
| Plaats | Speler                  | Club                      | Stemmen | Stemmen | Stemmen | Stemmen | Stemmen | Stemmen | Punten |
| Plaats | Speler                  | Club                      | 1º      | 2º      | 3º      | 4º      | 5º      | Totaal  | Punten |
| ------ | ----------------------- | ------------------------- | ------- | ------- | ------- | ------- | ------- | ------- | ------ |
| 1º     | Stanley Matthews        | Blackpool                 | 6       | 2       | 2       | 1       | 1       | 12      | 47     |
| 2º     | Alfredo Di Stéfano      | Real Madrid               | 5       | 3       | 2       |         | 1       | 11      | 44     |
| 3º     | Raymond Kopa            | Stade Reims / Real Madrid | 1       | 2       | 3       | 5       | 1       | 12      | 33     |
| 4º     | Ferenc Puskás           | Honvéd                    | 3       | 3       | 1       | 1       |         | 8       | 32     |
| 5º     | Lev Jasjin              | Dinamo Moskou             |         | 2       | 2       | 1       | 3       | 8       | 19     |
| 6º     | József Bozsik           | Honvéd                    |         | 3       | 1       |         |         | 4       | 15     |
| 7º     | Ernst Ocwirk            | Austria Wien / Sampdoria  |         |         | 2       |         | 3       | 5       | 9      |
| 8º     | Sándor Kocsis           | Honvéd                    | 1       |         |         |         | 1       | 2       | 6      |
| 9º     | Ivan Kolev              | CDNA Sofia                |         | 1       |         |         |         | 1       | 4      |
|        | Thadée Cisowski         | Racing de París           |         |         | 1       |         | 1       | 2       | 4      |
|        | Billy Wright            | Wolverhampton Wanderers   |         |         | 1       |         | 1       | 2       | 4      |
| 12º    | Julinho                 | Fiorentina                |         |         | 1       |         |         | 1       | 3      |
| 13º    | Stefan Bozhkov          | CDNA Sofia                |         |         |         | 1       |         | 1       | 2      |
|        | Duncan Edwards          | Manchester United         |         |         |         | 1       |         | 1       | 2      |
|        | Gerhard Hanappi         | Rapid Wien                |         |         |         | 1       |         | 1       | 2      |
|        | Robert Jonquet          | Stade Reims               |         |         |         | 1       |         | 1       | 2      |
|        | Miguel Montuori         | Fiorentina                |         |         |         | 1       |         | 1       | 2      |
|        | Pepillo                 | Sevilla                   |         |         |         | 1       |         | 1       | 2      |
|        | Juan Alberto Schiaffino | AC Milan                  |         |         |         | 1       |         | 1       | 2      |
|        | Edoeard Streltsov       | Torpedo Moskou            |         |         |         | 1       |         | 1       | 2      |
| 21º    | Campanal                | Sevilla                   |         |         |         |         | 1       | 1       | 1      |
|        | Břetislav Dolejší       | AS Dukla Praag            |         |         |         |         | 1       | 1       | 1      |
|        | Roger Piantoni          | AS Nancy                  |         |         |         |         | 1       | 1       | 1      |
|        | Kees Rijvers            | AS Saint-Étienne          |         |         |         |         | 1       | 1       | 1      |

## Trivia
- Duncan Edwards, die twee punten scoorde, overleed op 21 februari 1958, vijftien dagen na de Vliegramp van München.
- Geen enkele Duitse speler ontving punten. Dit zou tot 2004 niet meer voorkomen.
- Anno 2023 is Kees Rijvers de laatste nog in leven zijnde voetballer die bij deze eerste Ballon d'Or verkiezing minstens één stem kreeg.

## Referentie
- Eindklassement op RSSSF

France Football:
1956 · 
1957 · 
1958 · 
1959 · 
1960 · 
1961 · 
1962 · 
1963 · 
1964 · 
1965 · 
1966 · 
1967 · 
1968 · 
1969 · 
1970 · 
1971 · 
1972 · 
1973 · 
1974 · 
1975 · 
1976 · 
1977 · 
1978 · 
1979 · 
1980 · 
1981 · 
1982 · 
1983 · 
1984 · 
1985 · 
1986 · 
1987 · 
1988 · 
1989 · 
1990 · 
1991 · 
1992 · 
1993 · 
1994 · 
1995 · 
1996 · 
1997 · 
1998 · 
1999 · 
2000 · 
2001 · 
2002 · 
2003 · 
2004 · 
2005 · 
2006 · 
2007 · 
2008 · 
2009 · 
2016 · 
2017 · 
2018 · 
2019 · 
2021 · 
2022 · 
2023 · 
2024